# گرچانیکوف
گرچانیکوف (انگلیسی: Grechanikov) یک شهرک در بخش آلکسیفسکی استان بلگورود کشور روسیه است.